# Hesperia (mythologie)
Voor de Godin van de Avond, de vrouw van Atlas, zie Hesperos.
Hesperia is een mythisch land uit de Griekse mythologie, waar de tuin van Hera te vinden is. Hier groeit de boom met gouden appels (die de eter ervan onsterfelijk maken). De boom wordt bewaakt door de Hesperiden, de dochters van Nyx. Omdat Hera hen niet volledig vertrouwde, plaatste ze ook de honderdkoppige draak Ladon in Hesperia.
De appels werden bemachtigd door Herakles, als zijn elfde werk.